# Минтер, Дэвид Уильям
Дэвид Уильям Минтер (англ. David William Minter, род. 1950) — британский миколог, главный научный сотрудник Международного центра сельскохозяйственных и биологических наук (CABI, ранее — Международный микологический институт, IMI).

## Биография
Окончил Оксфордский университет. Защитил диссертацию доктора философии в Абердинском университете.
Редактор журналов Mycena, «Микология и фитопатология», Acta Mycologica.
Член Королевского географического общества, Лондонского Линнеевского общества, член-корреспондент Кубинской академии наук. Член Британского микологического общества, Микологического общества Америки, член-основатель Латиноамериканской микологической ассоциации и Европейской микологической ассоциации.
В 1986 году награждён Медалью двухсотлетия Линнеевского общества. Обладатель первой премии имени Ральфа Брауна Королевского географического общества в 1998 году. Руководил экспедицией Географического общества в Пинские болота.
Активно ездит в экспедиции с 1970-х годов. Участник целого ряда экспедиций на гору Олимп в Греции, а также в Аргентину, Чили, Индию. В 1990-х годах неоднократно путешествовал по Украине и Кубе. В 2000 году — в экспедиции на Алтае, в 2004 году — в Армении.
Один из организаторов IX Международного микологического конгресса в Эдинбурге (2010).

## Некоторые публикации
- Cannon P. F., Minter D. W. The Rhytismataceae of the Indian subcontinent. — Mycological Papers. — 1986. — Vol. 155. — P. 1—123.
- Minter D. W., Rodriguez Hernandez M., Mena Portales J. Fungi of the Caribbean, An Annotated Checklist. — London, Isleworth : DMS Publishing, 2001. — 946 p.

## Грибы, названные именем Д. Минтера
- Mintera Inácio & P.F.Cannon, 2003
- Minteriella Heredia et al., 2012
- Cryomyces minteri Selbmann et al., 2005
- Hymenoscyphus minteri M.P.Sharma, 1991